# Игнатьева-Алексеева, Людмила Алексеевна
Людмила Алексеевна Игнатьева (в девичестве Алексеева; 26 июня 1907, Москва — 24 марта 1978 года, Москва) — советская конькобежка и велогонщица, заслуженный мастер спорта СССР (1939). Первая абсолютная чемпионка СССР по конькобежному спорту (1928), 2-кратная призёр чемпионата СССР в абсолютном зачёте, 7-кратная рекордсменка мира Выступала за СО «Спартак» (Москва).

## Биография
Людмила Алексеевна родилась в Москве, где и начала в 1925 году заниматься конькобежным спортом в спортивной секции коллектива совторгслужащих, позже ДСО "Буревестник". За два года она научилась бегать на коньках, попутно занимаясь велоспортом. Впервые выступила на крупных соревнованиях на первенство Москвы в 1927 году и стала абсолютной чемпионкой Москвы по конькам и велоспорту. 
В 1928 году установила два Всесоюзных рекорда на дистанциях 500 и 1000 метров и будучи работником издательства газеты «Правда» стала чемпионкой на первом официальном чемпионате СССР 1928 года. С 1928 по 1930 год девушка установила семь мировых рекордов на дистанциях 500, 1000 и 1500 метров, участвуя во всесоюзных соревнованиях и спартакиадах. В 1930 году она стала мамой, но ещё продолжала тренироваться. В 1931 году прекратила выступать.
В 1934 году она вернулась к соревнованиям и на чемпионате страны заняла 12-е место, в том же году вышла замуж за Ивана Гавриловича Игнатьева и стала выступать под его фамилией. В 1935 году Людмила вновь выиграла чемпионат Москвы и стала 2-й на чемпионате СССР, уступив только Валентине Кузнецовой. В том же году установила рекорд СССР в велогонке на шоссе на 15 километров, который не был побит более 15 лет.
В возрасте 28 лет она стала чемпионкой ВЦСПС по велогонкам на шоссе, а в 1940 году заняла 4-е место на чемпионате СССР. После начала войны все соревнования были отменены. Только в 1943 году был проведён в Москве чемпионат СССР по конькобежному спорту, посвящённый 25-летию Красной армии, где Игнатьева заняла 3-е место. После окончания войны она продолжала участвовать на первенствах страны, но громких успехов не добивалась. 
В декабре 1949 года Людмила Игнатьева выиграла приз в честь 70-летия товарища Сталина и приз имени Николая Струнникова. В 1950 году участвуя на чемпионате страны по конькам ей удалось в 42-летнем возрасте установить личный рекорд в забеге на 5000 метров и занять 12-е место в общем зачёте. Последний чемпионат СССР она провела в 1951 году, где стала 17-й. В 1952 году завершила карьеру спортсменки.

## Личная жизнь
С 1948 года работала преподавателем кафедры конькобежного и велосипедного спорта в ГЦОЛИФКе. Скончалась 24 марта 1978 года в Москве. Похоронена на Ваганьковском кладбище вместе со своим мужем.